# نوفارامین
نوفارامین (به انگلیسی: Nupharamine) یک آلکالوئید است که در نیلوفر آبی ژاپنی و در جندبادستر یافت می‌شود.
نیلوفر آبی ژاپنی شامل نوفارامین، متیل و اتیل استرهای نوفارامین است.